# PZL M18
ПЗЛ М18 „Дромадер" (на полски: PZL M18 Dromader), е едномоторен самолет моноплан долноплощник, произведен в Полша, предназначен да извършва селскостопански дейности по наторяване, химическа защита или да се използва за гасене на пожари.

## История
Самолетът е разработен и се произвежда от полския самолетостроител PZL – Mielec (на полски: Państwowe Zakłady Lotnicze (PZL)) по лиценз на самолета S-2R Thrush Commander на американската компания Рокуел (Rockwell). Въпреки ползването на лиценза, тази машина използва само фрагменти от конструкцията на фюзелажа и крилата. С приемането на лиценза полската самолетостроителна индустрия внася нови идеи, стъпва на световното ниво в тази област. Получава и правото чрез този лиценз сертифицирането на самолета да се проведе от Федералната авиационна администрация на САЩ (Federal Aviation Administration (FAA)) и с това летателния апарат да получи достъп и да се предлага на световния пазар като един висококонкурентен продукт. Това сътрудничество е полезно и за Рокуел, тъй като могат да ползват по-мощните полски двигатели в своите самолети.
Полските инженери под ръководството на инж. Юзеф Олексиак (Józef Oleksiak) решават да конструират на базата на оригинала самолет с 40% по-тежък от лицензния оригинал. На базата на S2-R през 1974 г., започва работа по проектирането на нова конструкция с наименованието М-18 Dromader (на полски: Dromadery – камила, камилоподобен). Самолетът до голяма степен се състои от компоненти на S2-R. Обновен е корпуса, крилата, контейнера за химикали и шасито. Основната промяна се състои в замяна на двигателя с по-мощния PZL ASz-62IR, полско производство по съветски лиценз. Използван е и модифициран въздушен винт от Ан-2. Кабината, като гърбицата на камила, е остъклена и затворена. Първият прототип лети на 27 август 1976 г. През септември 1978 г. самолетът е получил сертификат да лети в Полша. Сертифициран е и в много страни по света.

## Конструкция
PZL M18 е едномоторен моноплан, свободно носещ долноплощник, произведен от неръждаема стоманена конструкция, три опорен непребираем колесник и класическо опашно колело. Оборудван е с контейнер за химикали или вода до кабината на пилота. Използваният звездообразен двигател с въздушно охлаждане PZL ASz-62IR е полско производство по лиценз от съветския двигател Швецов АШ-62ИР, с мощност 1000 hp.

## Възможности
Самолетът се характеризира с голяма товароподемност, ниски експлоатационни разходи (нисък разход на гориво по отношение на полезния товар), възможност за работа в селското стопанство и гасене на пожари, възможност за излитане и кацане от временни летища покрити с трева. Може да превозва един пътник и 2200 l химикали.
Първата версия е с ниска надлъжна стабилност, което изисква прецизен контрол и управление от пилота при критични ъгли на атака, особено по време на излитане и кацане. В по-късните версии самолетът е подобрен, като се произвежда модификация с подобрен хоризонтален стабилизатор, с подобрена надлъжна стабилност и управляемост, особено при пълно натоварване и подход в зона за гасене на пожар.
Много от самолетите PZL М18 и неговите варианти все още работят по целия свят. Те са продавани в 24 страни, като 200 бр. от тях се използват в САЩ. До 2006 г. са произведени общо 740 бр. и още се предлагат от производителя (2006 г.) вариантите M18 B и M18 BS.

## Варианти
- М18 – самолет с едно пилотско място.
- М18 А – произвежда се от 1984 г. с възможност за транспортиране на пътник и химически товар.
- М18 AS – версия за обучение с две места – за пилот и инструктор.
- М18 В – версия на М18 А с увеличен капацитет – транспортира товар до 2200 kg и един пътник.
- М18 BS – двуместна версия за обучение с инстуктор и 700 kg багаж.
- М18 С – Версия с по-мощен двигател Kalisz K-9, 895 kw/ 1200 hp.
- М18/Т45 версия с турбовитлов двигател. Първи полет през 1985 г., сертифициран от FAA през 1986 г.

Прототипи
- М21 – Dromader Mini малък вариант за 1100 kg химикали, конструкция от 1982 г.
- М24 – Dromader Super по-голям вариант за 2000 kg химикали, конструкция от 1987 г.
- М25 – Dromader Micro малък вариант – до 500 kg химикали – само проект.

## Технически характеристики
| Характеристика            | Показател       |
| ------------------------- | --------------- |
| Производител              | PZL Mielec      |
| Екипаж                    | 1               |
| Двигател                  | PZL ASz-62IR    |
| Мощност                   | 745 kw/ 1000 hp |
| Разпереност               | 17,70 m         |
| Дължина                   | 9,47 m          |
| Височина                  | 3,70 m          |
| Площ на крилото           | 40 m2           |
| Маса празен               | 2710 kg         |
| Маса полетна              | 5300 kg         |
| Максимална скорост        | 256 km/h        |
| Минимална скорост         | 109 km/h        |
| Далечина на полета        | 520 km          |
| Максимална скороподемност | 390 m/min       |
| Таван                     | 6500 m          |

## Експонат
В Музея на авиацията, Пловдив се съхранява самолет PZL М18 Dromader.

## Сравними самолети
- PZL-106 Kruk
- Zlin Z-37 Cmelak

|  | Уикипедия разполага с Портал:Авиация |

|  | Тази страница частично или изцяло представлява превод на страницата PZL M18 Dromader в Уикипедия на полски. Оригиналният текст, както и този превод, са защитени от Лиценза „Криейтив Комънс – Признание – Споделяне на споделеното“, а за съдържание, създадено преди юни 2009 година – от Лиценза за свободна документация на ГНУ. Прегледайте историята на редакциите на оригиналната страница, както и на преводната страница, за да видите списъка на съавторите. ВАЖНО: Този шаблон се отнася единствено до авторските права върху съдържанието на статията. Добавянето му не отменя изискването да се посочват конкретни източници на твърденията, които да бъдат благонадеждни. |